# Rutas de América 2009
La 38e édition de la course cycliste Rutas de América a lieu du 24 février au 1er mars 2009. Elle était classée 2.2 à l'UCI America Tour 2009.

## Les étapes
| Détail     | Date       | Villes étapes                  | km  | Vainqueur d'étape  | Leader du classement général |
| 1re étape  | 24 février | San José - Durazno             | 143 | Richard Mascarañas | Richard Mascarañas           |
| 2e étape   | 25 février | Paso de los Toros - Tacuarembo | 140 | Emanuel Yáñez      | Richard Mascarañas           |
| 3e étape   | 26 février | Tacuarembo - Paysandu          | 168 | Francisco Chamorro | Francisco Chamorro           |
| 4e étape   | 27 février | Paysandu - Mercedes            | 159 | Diego Fernandez    | Francisco Chamorro           |
| 5e étape a | 28 février | Mercedes - Trinidad            | 152 | Francisco Pavia    | Francisco Pavia              |
| 5e étape b | 28 février | Trinidad (CLM ind.)            | 15  | Breno Sidoti       | Hernán Cline                 |
| 6e étape   | 1er mars   | Trinidad - Montevideo          | 182 | Jorge Bravo        | Hernán Cline                 |

## Classement général final
| 1.  | Hernán Cline       | C.C. Alas Rojas       | en | 22 h 24 min 44 s |
| 2.  | Ramiro Cabrera     | Fed. De Tacuarembio   | +  | 17 s             |
| 3.  | Daniel Fuentes     | Olimpico Juvenil      | +  | 19 s             |
| 4.  | Nestor Pias        | Champagnan Sprint     | +  | 26 s             |
| 5.  | Mario Sasso        | Dolores Cicles Club   |    | m.t.             |
| 6.  | Luis Martinez      | Atletico Villa Teresa | +  | 28 s             |
| 7.  | Geovane Fernández  | C.C. Alas Rojas       | +  | 41 s             |
| 8.  | Francisco Pavia    | Scott-Marcondes       | +  | 43 s             |
| 9.  | Pablo Pintos       | Champagnan Sprint     | +  | 47 s             |
| 10. | José Luis Miraglia | C.C. Alas Rojas       | +  | 1 min 24 s       |